# 岩本楼ローマ風呂
岩本楼ローマ風呂（いわもとろうローマぶろ）は、神奈川県藤沢市江の島にある老舗旅館岩本楼の洋風浴室で、国の登録有形文化財である。

## 概要
浴室は方辺3間規模で、ガラスドームを架け、壁面には壁泉やヴェネツィア窓風飾りをタイルやテラコッタで造り、脱衣室境には孔雀模様のステンドグラスを嵌めている。タイル等は小森忍、ステンドグラスは別府七郎の製作と伝えられている。有限会社岩本楼本館が所有する。

## 行政指定
- 名称:岩本楼ローマ風呂
- 構造および形式:木造平屋建、ガラス屋根、建築面積43 m2
- 所在地:神奈川県藤沢市江の島二丁目2-7

## 沿革
- 1930年（昭和5年）ころ - 岩本楼にローマ風呂が建築される。
- 2001年（平成13年）11月20日 - 文化財登録原簿に登録され[1]、登録有形文化財に登録される。